# Рождественский, Геннадий Николаевич
Генна́дий Никола́евич Рожде́ственский (4 мая 1931, Москва — 16 июня 2018, там же) — советский и российский дирижёр, пианист, композитор, педагог, музыкально-общественный деятель. Герой Социалистического Труда (1990). Народный артист СССР (1976). Лауреат Ленинской премии (1970) и Государственной премии РФ (1995). Полный кавалер ордена «За заслуги перед Отечеством».

## Биография
Родился в Москве, в семье дирижёра Н. П. Аносова и певицы Н. П. Рождественской.
Музыкальное образование получил в Музыкальной школе имени Гнесиных у Е. Ф. Гнесиной и в Центральной музыкальной школе при Московской консерватории им. П. И. Чайковского по классу фортепиано. В 1949 году поступил в Московскую консерваторию, в класс фортепиано Л. Н. Оборина и оперно-симфонического дирижирования, где профессором был его отец Н. П. Аносов. В 1954 году окончил консерваторию, в 1957 году — аспирантуру.
Дебют в качестве дирижёра состоялся в 1951 году: в Большом театре под его управлением был исполнен балет П. И. Чайковского «Спящая красавица».
Более полувека руководил советскими, российскими и зарубежными музыкальными коллективами:
- 1951—1961 — Симфонический оркестр Большого театра (с 1954 года — ассистент главного дирижёра, балетный дирижёр)
- 1961—1974 — Большой симфонический оркестр Всесоюзного радио и Центрального телевидения (ныне Большой симфонический оркестр имени П. И. Чайковского) (главный дирижёр и художественный руководитель)
- 1965—1970 — Симфонический оркестр Большого театра (главный дирижёр[8])
- 1974—1985 — Оркестр Московского камерного музыкального театра (музыкальный руководитель)
- 1974—1977 — Королевский Стокгольмский филармонический оркестр (дирижёр и художественный руководитель)
- 1978—1981 — Симфонический оркестр Би-би-си (главный дирижёр)
- 1978—1982 — Симфонический оркестр Большого театра (оперный дирижёр)
- 1980—1982 — Венский симфонический оркестр (главный дирижёр)
- 1981—1992 — Симфонический оркестр Министерства культуры СССР (ныне Государственная академическая симфоническая капелла России) (главный дирижёр)
- 1991—1995 — Королевский Стокгольмский филармонический оркестр (главный дирижёр)
- 2000—2001 — Симфонический оркестр Большого театра (главный дирижёр)
- с 2011 — Исландский симфонический оркестр (приглашённый дирижёр)
- с 2011 — Симфонический оркестр Санкт-Петербургской филармонии (главный приглашённый дирижёр)[9].

Кроме того, в разные годы работал с Берлинским филармоническим оркестром, Королевским оркестром Концертгебау (Амстердам), симфоническими оркестрами Лондона, Чикаго, Кливленда, Токио (был почетным дирижёром оркестра «Иомиури») и другими коллективами.
В 1983 году Метрополитен-опера решила пригласить Рождественского открыть новый сезон оперой П. И. Чайковского «Евгений Онегин», однако советские чиновники не сочли нужным даже сообщить дирижёру об этом.
В сезоне 2000—2001 годов — главный дирижёр и генеральный художественный директор Большого театра.
С 1 сентября 2012 года — музыкальный руководитель Московского государственного академического камерного музыкального театра им. Б. Покровского.
Вёл активную педагогическую и музыкально-просветительскую деятельность. С 1974 года — преподаватель на кафедре оперно-симфонического дирижирования Московской консерватории, с 1976 — профессор, с 2001 — заведующий кафедрой. Среди учеников — В. Понькин, В. Полянский, В. Кожин, Т. Зангиев, В. Урюпин, А. Кашаев, М. Емельянычев, А. Шабуров, С. Кондрашов, К. Хватынец, Т. Абдрашев.

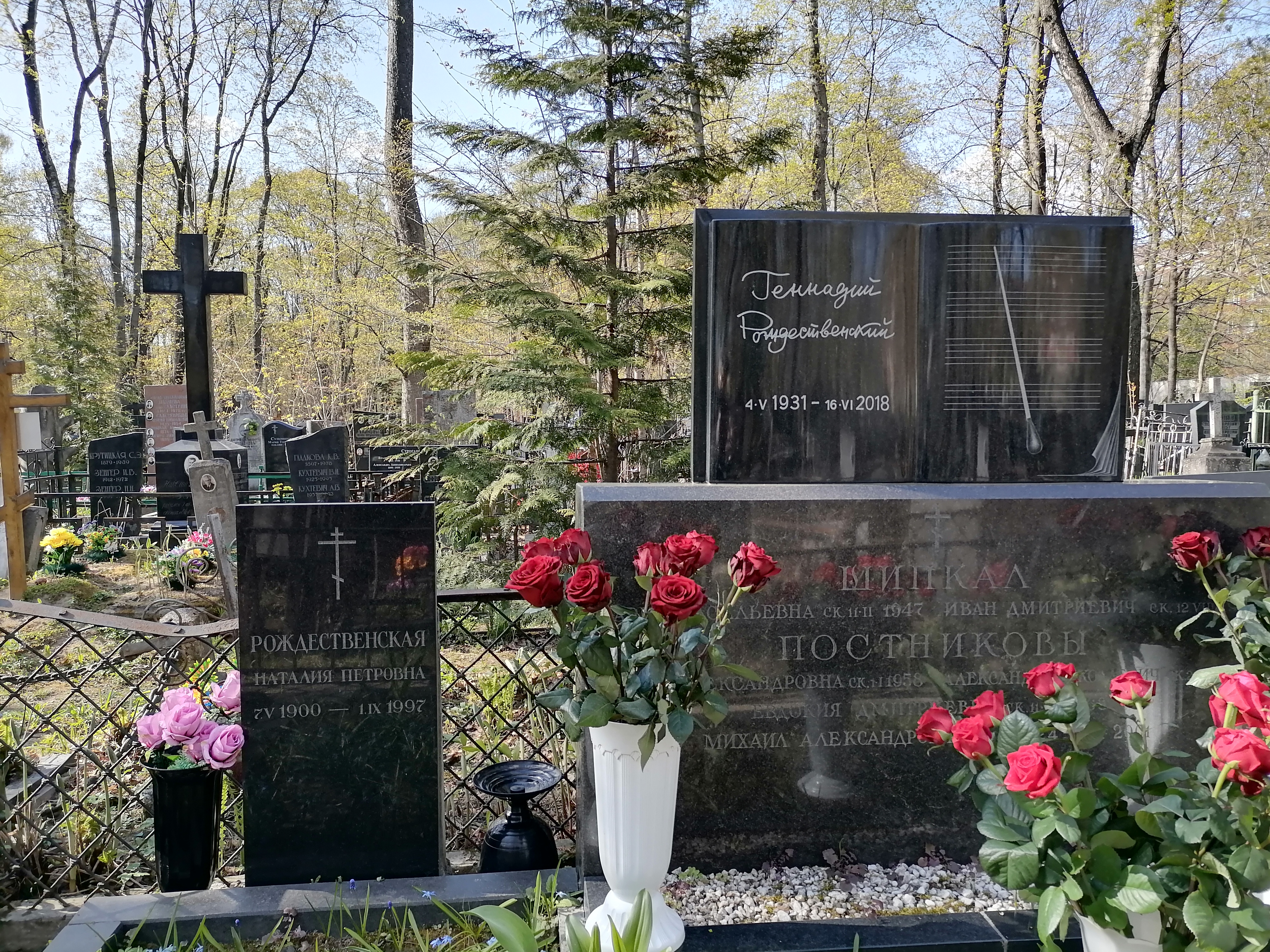
Могила на Введенском кладбище

Скончался 16 июня 2018 года в Москве после продолжительной болезни. Отпевание и кремация прошли 19 июня. Урна с прахом захоронена на Введенском кладбище в могиле его матери (20 уч.).

### Семья
- Отец — Николай Павлович Аносов (1900—1962), дирижёр, педагог, историк и теоретик дирижирования, композитор, пианист, музыкальный критик и переводчик иностранной литературы о музыке. Заслуженный деятель искусств РСФСР (1951).
- Мать — Наталья Петровна Рождественская (1900—1997), оперная певица (сопрано). Народная артистка РСФСР (1947).
- Жена — Виктория Валентиновна Постникова (род. 1944), пианистка. Народная артистка России (2004).
  - Приемный сын — Александр Геннадьевич Постников, скрипач (родной отец — Владимир Спиваков)

## Творчество

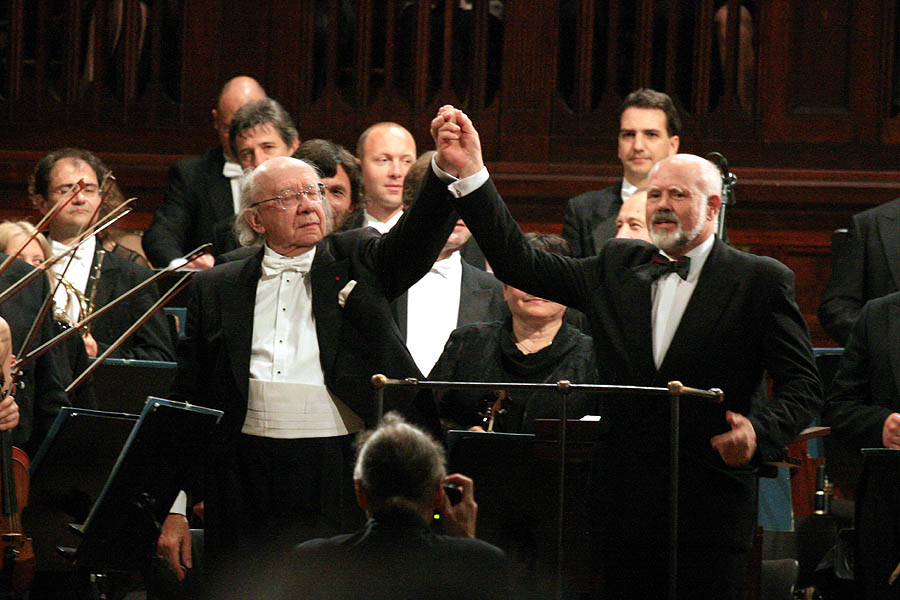
Геннадий Рождественский в Праге. 2007 год.

Под руководством Рождественского оркестр Большого театра сыграл около 40 опер и балетов, в том числе премьеры: балеты «Конёк-горбунок» Р. К. Щедрина (1960), «Кармен-сюита» на музыку Ж. Бизе в оркестровке Р. К. Щедрина (1967), «Спартак» А. И. Хачатуряна (1968), Щелкунчик П. И. Чайковского (1966), оперы «Человеческий голос» Ф. Пуленка, мировая премьера первой редакции оперы С. С. Прокофьева «Игрок» (2001). Дирижировал балетами «Бахчисарайский фонтан» Б. В. Асафьева, «Лебединое озеро» П. И. Чайковского, «Золушка» С. С. Прокофьева, «Сказ о каменном цветке» С. С. Прокофьева; участвовал в постановках ряда оперных спектаклей, среди них «Катерина Измайлова» Д. Д. Шостаковича (1980) и «Обручение в монастыре» С. С. Прокофьева (1982).
Популяризировал сочинения современных авторов, музыка которых в то время в СССР практически не исполнялась, — Ф. Пуленка, П. Хиндемита, К. Орфа. Под его управлением состоялись премьеры в СССР балета И. Ф. Стравинского «Весна священная» и оперы Б. Бриттена «Сон в летнюю ночь». Также дирижёр исполнял произведения С. С. Прокофьева и Д. Д. Шостаковича, имевших репутацию «опальных» после Постановления Политбюро ЦК ВКП(б) 1948 года «Об опере „Великая дружба“ В. Мурадели», но в годы карьеры дирижёра уже вернувшихся в официальный концертный репертуар. В частности, первым после постановления Политбюро 1948 года исполнил в СССР в 1974 году оперу Шостаковича «Нос». Исполнял также сочинения Т. Н. Хренникова, Н. Я. Мясковского, Г. В. Свиридова, В. Я. Шебалина. Долгое время был единственным исполнителем оркестровой музыки А. Шнитке, в частности, в 1974 году в Горьком именно под его управлением состоялась премьера Первой симфонии композитора. На основе музыки С. С. Прокофьева к спектаклям «Евгений Онегин», «Борис Годунов» и фильму «Пиковая дама» создал оркестровую сюиту «Пушкиниана» (1961).
Вёл активную гастрольную деятельность, в частности, ещё в 1956 году руководил оркестром Большого театра на гастролях в Лондоне, а в 1971 году дирижировал Симфоническим оркестром Ленинградской филармонии в трёх «Променад-концертах» в Королевском Альберт-холле.
Выступая со многими ведущими оркестрами мира, исполнил более 300 произведений впервые в России и более 150 — впервые в мире.
Помимо сочинений современных авторов, исполнял и классический оркестровый репертуар, а также возрождал забытые произведения композиторов прошлого, не исполнявшиеся в течение многих лет. Среди сочинений, исполненных в последние годы жизни:
- Вторая симфония Э. Донаньи
- Concerti grossi op. 6 Ф. Генделя (2002)
- Оратория «Гильгамеш» Б. Мартину
- Опера «Средство Макропулуса» Л. Яначека (впервые в России)
- Музыка к балету «Легенда об Иосифе» Р. Штрауса
- «Лирическая симфония» А. Цемлинского (2003)
- Опера «Летучий Голландец» Р. Вагнера (театр La Scala)
- Оратория «Stabat mater» А. Дворжака
- «Венгерская фантазия» Ф. Листа
- Музыка Ф. Мендельсона к трагедии Ж. Расина «Аталия»
- «Мученичество Св. Себастьяна» К. Дебюсси
- «Заклинания» А. Русселя
- «Ода Наполеону» А. Шёнберга
- Шестая симфония А. Виеру (посвящена Г. Н. Рождественскому)

Впервые в России исполнил несколько кантат Л. ван Бетховена («Прекрасное мгновение», «Коронационная», «На смерть Иосифа II») (2004).
Автор нескольких сочинений, среди которых наиболее известна оратория «Заповедное слово русскому народу» на слова А. М. Ремизова.
Увлекался историей и культурой Испании. В период работы в Большом театре одним из первых был приглашён выступить в Творческом клубе Большого театра — с искусствоведческой лекцией «Испанское искусство эпохи Возрождения».

### Литературные сочинения
Рождественский — автор шести книг, которые публиковались на протяжении полувека (в том числе посмертно):
- Дирижёрская аппликатура. — Ленинград: Музыка, 1974.
- Мысли о музыке. — Москва: Советский композитор, 1975.
- Преамбулы. — Москва: Советский композитор, 1989.
- Треугольники: триптих. — Москва: Слово/Slovo, 2001.
- Мозаика. — Москва: Московская консерватория, 2011.
- Глоссы. — Москва: Московская консерватория, 2023.

### Дискография
Дискография Рождественского включает более 800 дисков и пластинок, записанных с разными оркестрами. Среди записей — произведения Л. ван Бетховена, И. Брамса, А. Брукнера (все симфонии), Й. Гайдна, С. А. Губайдулиной, А. К. Глазунова (все симфонии), А. Дворжака, С. С. Прокофьева (все симфонии, все балеты), Я. Сибелиуса (все симфонии), В. Стенхаммара, П. И. Чайковского (все симфонии), А. Г. Шнитке, Д. Д. Шостаковича (все симфонии, все сценические произведения). По состоянию на апрель 2023 г. полная дискография Рождественского не опубликована.

### Фильмография
- 1970 — Композитор Родион Щедрин (документальный)
- 1976 — Петя и волк (фильм-спектакль) — дирижёр
- 1994 — Альфред Шнитке. Портрет с друзьями (документальный)

## Награды и звания
Почётные звания:

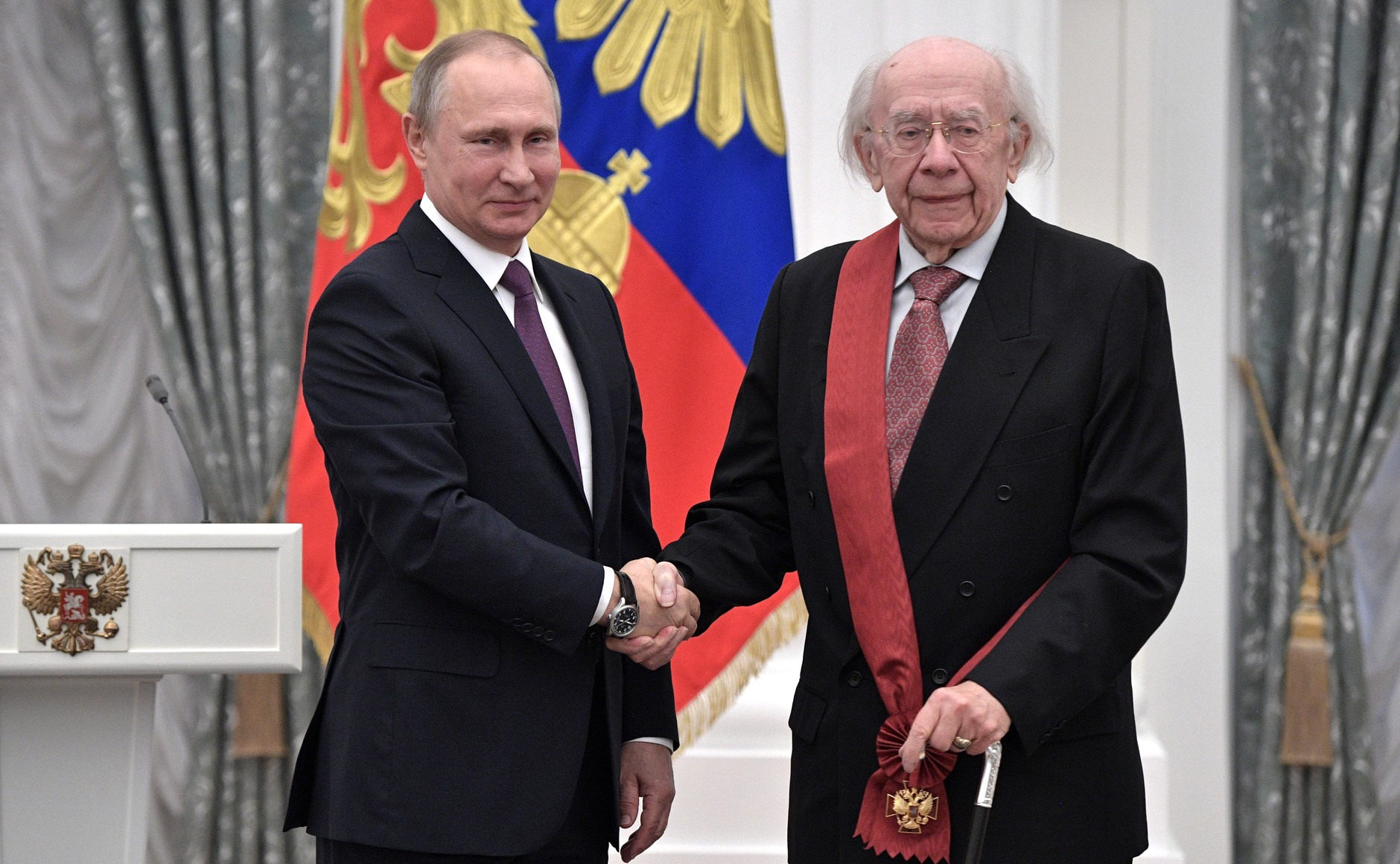
Награждение орденом «За заслуги перед Отечеством» I степени, 24 мая 2017 года

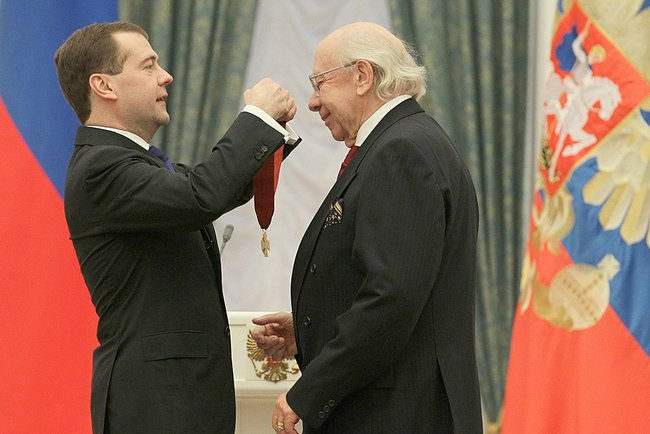
Награждение орденом «За заслуги перед Отечеством» II степени, 29 декабря 2011 года

- Заслуженный артист РСФСР (15 сентября 1959 года) — за заслуги в области советского искусства[15]
- Народный артист РСФСР (24 мая 1966 года) — за заслуги в области советского искусства[16]
- Народный артист СССР (25 мая 1976 года) — за большие заслуги в развитии советского музыкального и хореографического искусства и в связи с 200-летием Государственного академического Большого театра СССР[7]

Государственные награды Российской Федерации и СССР:
- Герой Социалистического Труда (18 октября 1990 года) — за выдающийся вклад в развитие советского музыкального искусства и плодотворную педагогическую деятельность[17]
- Орден «За заслуги перед Отечеством» I степени (13 февраля 2017 года) — за выдающийся вклад в развитие отечественной культуры, многолетнюю плодотворную деятельность[18]
- Орден «За заслуги перед Отечеством» II степени (22 апреля 2011 года) — за выдающийся вклад в развитие отечественного музыкального искусства, многолетнюю педагогическую и творческую деятельность[19]
- Орден «За заслуги перед Отечеством» III степени (31 января 2007 года) — за большой вклад в развитие отечественной музыкальной культуры, многолетнюю творческую и педагогическую деятельность[20]
- Орден «За заслуги перед Отечеством» IV степени (26 апреля 2001 года) — за большие заслуги в развитии отечественного музыкального искусства[21]
- Орден Ленина (18 октября 1990 года) — за выдающийся вклад в развитие советского музыкального искусства и плодотворную педагогическую деятельность
- Орден Трудового Красного Знамени (27 октября 1967 года) — за заслуги в развитии советского искусства, активное участие в коммунистическом воспитании трудящихся и многолетнюю плодотворную работу в учреждениях культуры[22]
- Орден Трудового Красного Знамени (4 мая 1981 года) — за заслуги в области советского музыкального искусства и в связи с пятидесятилетием со дня рождения[23]

Премии:
- Ленинская премия в области литературы, искусства и архитектуры 1970 года (в области театрального искусства, 9 апреля 1970 года) — за балетный спектакль «Спартак» в Государственном академическом Большом театре Союза ССР[24]
- Государственная премия Российской Федерации в области литературы и искусства 1995 года (в области музыкального и хореографического искусства, 27 мая 1996 года) — за создание и исполнение на юбилейном музыкальном фестивале «Альфред Шнитке фестиваль» (1994 год, г. Москва) Третьей и Четвертой симфоний, Концерта для альта с оркестром, Концерта № 2 для виолончели с оркестром, Кончерто гроссо № 5, трех духовных хоров («Богородице Дево радуйся», «Иисусе Христе», «Отче наш»), кантаты «История доктора Иоганна Фауста»[25]

Иностранные награды:
- Орден «Кирилл и Мефодий» (НРБ, 1972)
- Офицер ордена Почётного легиона (Франция, 2003)
- Орден Восходящего солнца 3 класса (Япония, 2002)[26]
- Почётный командор Превосходнейшего ордена Британской империи (2014)[27]

Прочее:
- Почётный член Шведской королевской музыкальной академии (1975)
- Почётный академик Английской Королевской академии музыки (1984)
- Гран-при фирмы «Chant du Mondе» за многочисленные записи
- Диплом Академии Шарля Кро в Париже (1969) — за исполнение всех симфоний Прокофьева
- Золотая медаль Г. Рождественского (Ярославский симфонический оркестр, 2011)[28]
- Приз «Золотой диск» фирмы «Мелодия»
- Номинант на премию Оскар за лучший саундтрек к музыкальному фильму (1959).

## Память
- В. М. Юровский и Государственный академический симфонический оркестр России посвятили памяти Рождественского несколько концертов, которые состоялись в Концертном зале имени П. И. Чайковского в 2018 году.
- Памятная доска Г. Н. Рождественскому установлена в Париже 4.06.2020 на доме, где он проживал с 1995 по 2018 год.
- В фойе Большого зала Московской консерватории, в день рождения маэстро 4 мая 2019 года был открыт бюст великому русскому дирижёру, Народному артисту СССР, профессору Геннадию Николаевичу Рождественскому (1931-2018).   Бронзовая скульптура — дар одного из самых известных дирижеров Китая и учеников Г.Н. Рождественского — Чжан Го Юна.
- Памятная доска установлена в Москве на доме, где с 1950 по 2018 год жил Г. Н. Рождественский (ул. Каретный Ряд, д. 5/10, ст. 2).